# Ágætis byrjun
Ágætis byrjun är det isländska bandet Sigur Rós tredje album. Titeln betyder "En bra början".

## Låtar på albumet
| Nr  | Titel                             | Längd | Svensk tolkning                              |
| --- | --------------------------------- | ----- | -------------------------------------------- |
| 1.  | "Intro"                           | 1:36  |                                              |
| 2.  | "Svefn-g-englar"                  | 10:04 | Sömngångare (g-änglars sömn [sömn-g-änglar]) |
| 3.  | "Starálfur"                       | 6:47  | Stirrande älva                               |
| 4.  | "Flugufrelsarinn"                 | 7:47  | Flugfrälsaren                                |
| 5.  | "Ný batterí"                      | 8:11  | Nya batterier                                |
| 6.  | "Hjartað hamast (bamm bamm bamm)" | 7:11  | Hjärtat slår (bom bom bom)                   |
| 7.  | "Viðrar vel til loftárása"        | 10:18 | Vädret är bra för flygattacker               |
| 8.  | "Olsen Olsen"                     | 8:03  | Vändåtta (Kortspelet)                        |
| 9.  | "Ágætis byrjun"                   | 7:56  | En bra början                                |
| 10. | "Avalon"                          | 4:00  |                                              |